# Фредерик V
Фредерик V (дат. Frederik 5., 31 марта 1723[…], Копенгагенский замок, Копенгаген — 14 января 1766[…], Кристиансборг, Копенгаген) — король Дании и Норвегии с 6 августа 1746 года. Из Ольденбургской династии. Сын датского короля Кристиана VI и Софии Магдалены Бранденбург-Кульмбахской.

## Биография

### Ранние годы

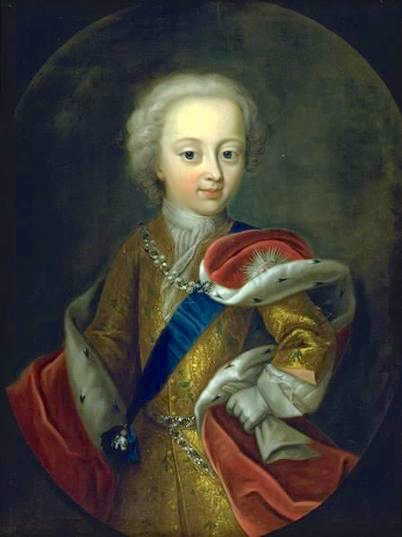
Принц Фредерик в детстве.

Принц Фредерик родился 31 марта 1723 года в Копенгагенском замке и был старшим ребенком наследного принца Кристиана (впоследствии короля Кристиана VI) и Софии Магдалины Бранденбург-Кульмбахской. 12 октября 1730 года умер его дед король Фредерик IV, и отец Фредерика стал королем, а сам стал кронпринцем. Таким образом, в возрасте 7 лет он получил свой собственный королевский двор с немецким дворянином Георгом Вильгельмом фон Зеленталем в качестве его Гофмейстера. Как и король, Зеленталь был ярым сторонником религиозного движения пиетизма и его дом был центром движения в Копенгагене.

### Политика
Фредерик получил строгое немецкое воспитание и образование. Немецкий язык стал для него, как для его отца и деда, родным. Тем не менее, его восшествие на престол в 1746 году было встречено народом с восторгом и живейшими надеждами, чему немало содействовали привлекательные личные качества короля: Фредерик отличался приветливостью, доступностью и жизнерадостностью, в противоположность угрюмому, строгому пиетисту Кристиану VI.

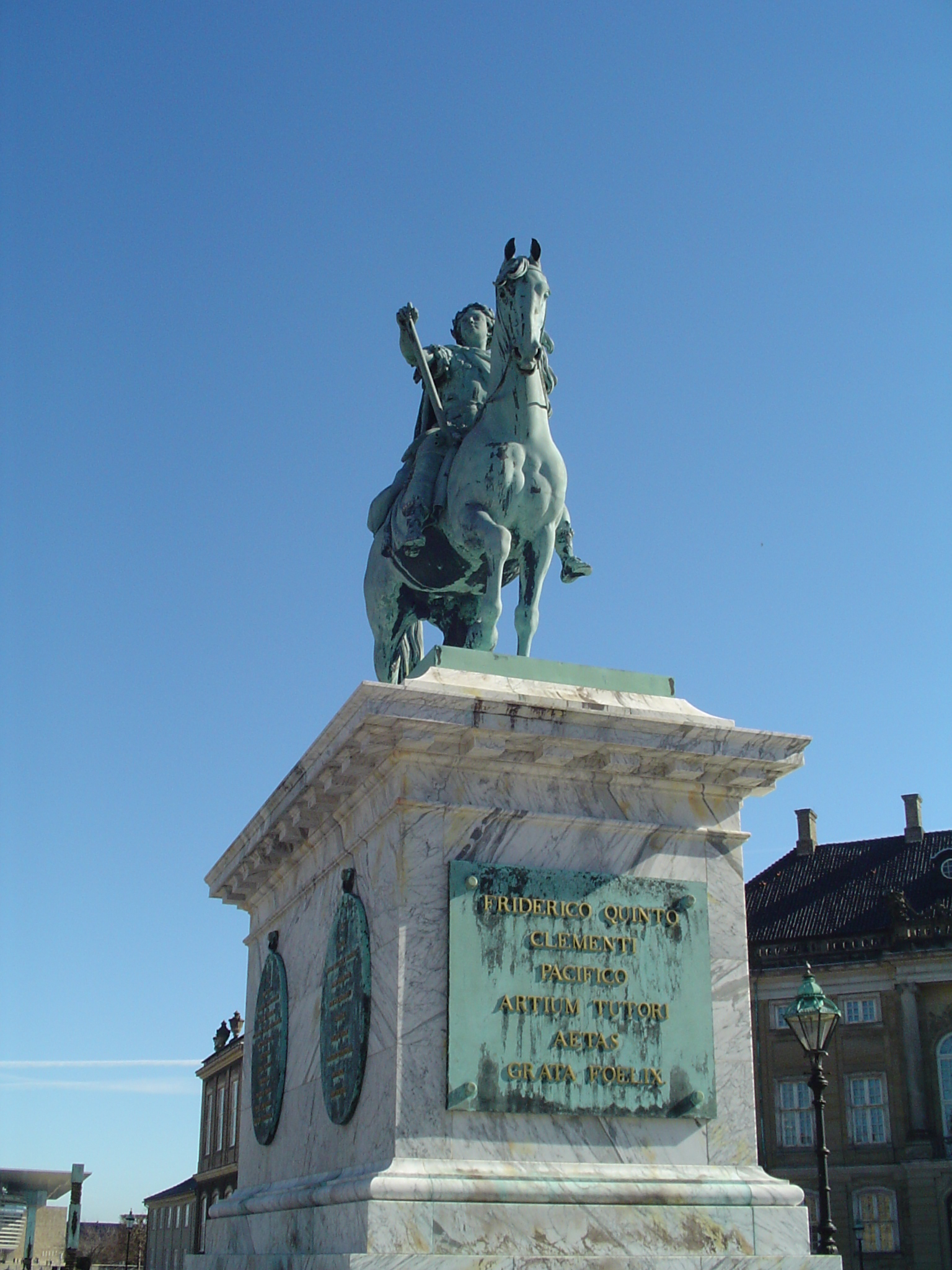
Статуя Фредерика V во дворце Амалиенборг, скульптор Жак Сали

Датский театр, закрытый при Кристиане VI, вновь открылся. После 16-летнего вынужденного молчания вновь стал писать знаменитый драматург Людвиг Хольберг. Возобновились в Копенгагене и итальянская опера, которой долго и успешно руководил Джузеппе Сарти, и французская комедия. При Фредерике в Копенгагене была основана Датская королевская академия изящных искусств (дат. Det Kongelige Danske Kunstakademi). Официально академия была открыта 31 марта 1754 года, в 31-й день рождения короля. Была расширена свобода печати, духовная свобода сильно возросла и окрепла.
Приписывать все хорошее в царствование Фредерика ему самому, однако, нельзя. Он лично мало оказывал влияния на общий ход государственной и общественной жизни, но и не мешал её прогрессу. Из-за пристрастия короля к алкоголю страной фактически управляли министры, среди которых были А. Г. Мольтке, И. Х. Э. Бернсторф и Г. К. Шиммельманн. Они избегали вовлечения Дании в войны того времени. Страна осталась нейтральной и во время Семилетней войны (1756—1763), несмотря на близость России и Швеции, участвовавших в войне.
С ранней юности Фредерик проявлял склонность к разврату и пьянству, и эти его слабости быстро превратились в настоящие пороки, которые и свели его преждевременно в могилу. Популярность короля, тем не менее, не уменьшилась даже в последние годы царствования, когда экономические условия стали крайне тяжёлыми. Народ продолжал звать Фредерика «добрейшим» и снисходительно смотрел на его крайне распущенный образ жизни.
Король умер в новом дворце Кристиансборг в центре Копенгагена в возрасте 42-х лет. По словам очевидцев, его последними словами были: «Большое утешение для меня в последний час, что я никого никогда преднамеренно не оскорбил и ни капли крови нет на моих руках».
Фредерик похоронен в соборе города Роскилле.

## Браки и дети
Первой супругой Фредерика с 1743 года была принцесса Луиза, дочь короля Великобритании Георга II и Каролины Ансбахской.  Дети:
- Кристиан (7 июля 1745 — 3 июня 1747) — принц Датский и Норвежский;
- София Магдалена (3 июля 1746 — 21 августа 1813) — супруга шведского короля Густава III;
- Вильгельмина Каролина (10 июля 1747 — 19 января 1820) — принцесса Датская и Норвежская, супруга курфюрста Гессен-Кассельского Вильгельма I;
- Кристиан (29 января 1749 — 13 марта 1808) — король Дании и Норвегии Кристиан VII;
- Луиза (30 января 1750 — 12 января 1831) — принцесса Датская и Норвежская, мать Луизы Каролины, принцессы Гессен-Кассельской, и бабушка датского короля Кристиана IX.

19 декабря 1751 года Луиза умерла. В 1752 году Фредерик женился на Юлиане Марии Брауншвейг-Вольфенбюттельской, дочери Фердинанда Альбрехта II, герцога Брауншвейг-Вольфенбюттельского. Юлиана Мария приходилась сестрой Антону Ульриху Брауншвейгскому и тёткой Ивану VI. Впоследствии она предпринимала усилия по освобождению своих племянников и их переезду в Данию.
От второго брака родилось семеро детей. Самые известные:
- Фредерик (11 октября 1753 — 7 декабря 1805) — наследный принц Датский и Норвежский, отец датского короля Кристиана VIII и дедушка Луизы Гессен-Кассельской.

У Фредерика также было пять незаконнорождённых детей от Эльсе Хансен (дат. Else Hansen).